# Isak Pettersson
Pour les articles homonymes, voir Pettersson.
Isak Pettersson, né le 6 juin 1997 à Halmstad en Suède, est un footballeur suédois qui évolue au poste de gardien de but à l'IF Elfsborg.

## Biographie

### Halmstads BK
Né à Halmstad en Suède, Isak Pettersson est formé dans le club de sa ville natale, Halmstads BK. Il fait ses débuts en professionnel le 6 mars 2016, à l'occasion d'un match perdu par son équipe en Svenska Cupen contre l'IFK Göteborg (3-0). Il est ensuite prêté la même année à Östers IF, où il joue 11 matchs. De retour dans son club formateur à l'issue de son prêt, il s'impose comme un titulaire dans le but d'Halmstads.

### IFK Norrköping
Il arrive libre à l'IFK Norrköping au 1er janvier 2018 et signe un contrat de trois ans. Le transfert est annoncé dès le mois de novembre. Il joue son premier match sous ses nouvelles couleurs le 24 février 2018, lors d'une rencontre de Svenska Cupen face au Tvååkers IF, contre qui son équipe s'impose sur le score de trois buts à deux.

### Toulouse FC
Isak Pettersson arrive libre au Toulouse FC le 5 janvier 2021,. Il joue son premier match pour Toulouse le 10 février 2021, lors d'une rencontre de coupe de France face aux Girondins de Bordeaux. Il est titularisé et son équipe l'emporte par deux buts à zéro.

### Stabæk Fotball
En manque de temps de jeu au Toulouse FC, Isak Pettersson quitte le club le 31 janvier 2023, lors du mercato hivernal, et rejoint la Norvège afin de s'engager en faveur du Stabæk Fotball, pour un contrat courant jusqu'en décembre 2023.
Il joue son premier match pour le Stabæk Fotball le 12 mars 2023, contre le Bryne FK en coupe de Norvège. Il est titularisé et son équipe l'emporte par cinq buts à zéro.

### IF Elfsborg
En janvier 2024, Isak Pettersson fait son retour en Suède en s'engageant avec l'IF Elfsborg. Le transfert est annoncé le 30 décembre 2023 et il signe un contrat courant jusqu'en décembre 2026.
Venu remplacer Hákon Rafn Valdimarsson, parti au Brentford FC, Pettersson connait des débuts difficiles sous ses nouvelles couleurs, prenant notamment beaucoup de buts lors des matchs amicaux d'avant-saison. Pour son premier match officiel, il parvient à garder sa cage inviolée lors d'une victoire en coupe de Suède face au GAIS, le 18 février 2024 (2-0 score final),. Pettersson doit ensuite se contenter d'un rôle de remplaçant avec l'arrivée de Marcus Bundgaard, son entraîneur Jimmy Thelin (en) préférant titulariser le portier danois dès le début de la saison 2024 plutôt que Pettersson.

### En sélection nationale
Le 11 janvier 2019, Isak Pettersson honore sa première sélection avec l'équipe nationale de Suède, lors d'un match amical contre l'Islande. Il entre en jeu à la mi-temps à la place de Oscar Linnér et les deux équipes se séparent sur un match nul (2-2).